# Pierre-Sébastien Laurentie
Pour les articles homonymes, voir Laurentie.
Pierre-Sébastien Laurentie (21 janvier 1793 au Houga - 9 février 1876 à Paris) est un journaliste français, écrivain et penseur anti-libéral, catholique et légitimiste.

## Biographie
Fils d'Antoine Laurentie (ou Laurantie, d'après sa signature), négociant gersois natif de Fleurance et de Marie Labadie originaire du Bourdalat (Landes), il est né dans une famille modeste installée à Laterrade-Saint Aubin près du Houga (Gers). Ses parents se sont mariés en 1787 et ont eu avant lui un fils ainé Martial, né en 1789. 
Il fait ses études au collège de Saint-Sever. En 1817, grâce à des recommandations, il devient professeur de rhétorique au collège Stanislas à Paris et devient membre le 17 juin de La Congrégation. 
Le directeur de La Quotidienne, Joseph-François Michaud, qui exercera une forte influence sur sa pensée, lui demande des articles. Il deviendra plus tard actionnaire de La Quotidienne et entretiendra des relations étroites avec Jean-Joseph-François Poujoulat, autre disciple de Michaud.  
En 1818, il épouse Joséphine Henrion et est nommé répétiteur de littérature à l’École polytechnique. À partir de cette époque, il va mener parallèlement une carrière dans l’administration et son activité de journaliste. 
En 1822, il devient chef des bureaux de la librairie et des théâtres à la préfecture de police.   
Le 22 avril 1823, il est nommé inspecteur général de l’Université. La Restauration avait considéré que l’éducation était trop indépendante, et avait nommé Mgr Frayssinous Grand maître de l’Université qui s'inquièta de « l'esprit de libéralisme et d'opposition » qui règne dans l'École de Sorèze. Laurentie  doit intervenir dans cette affaire. Il est destitué  le 5 novembre 1826 en raison de ses attaques contre Villèle et ses lois sur la presse. 
Comme La Quotidienne, il soutint  le ministère Martignac jusqu’aux ordonnances du 16 juin 1828 sur les Jésuites et les petits séminaires. Les collèges de Juilly, Sorèze, Vendôme et Pontlevoy, anciennes Écoles royales militaires, sont menacés. Il achète ce dernier pour y mettre en pratique ses idées sur l’éducation.
Dans les coulisses du pouvoir sous le ministère Polignac, il n'obtient cependant aucune fonction officielle et son journal La Quotidienne est supplanté par La Gazette de France de Genoude qui obtient le statut de journal officiel du gouvernement Ultra. Il tente à tout prix de publier son journal mais semble avoir été mis à l'écart par Ferdinand de Bertier, le chef des Chevalier de la foi.
Il fonde en 1831 le Courrier de l’Europe et Le Rénovateur qui, après avoir fusionné, disparaissent lors des lois de septembre 1835. Il retourne alors à La Quotidienne, future Union qu’il dirigera. De 1830 à 1835, il soutient Berryer-fils dans la diffusion d'un légitimisme parlementaire et légaliste, favorable au serment à Louis-Philippe, afin de présenter des candidats légitimistes aux élections. Contre l'émigration de l'intérieur, il souhaite la participation légale de son camp au gouvernement représentatif. Après 1835, à la suite de la victoire des légitimistes absolutistes émigrés sur les légitimistes parisiens, et dans l'impossibilité de pouvoir s'unir avec Genoude, Laurentie développe un légitimisme plus traditionnel, sans réussir à pouvoir unir toutes les sensibilités de son mouvement, ni les catholiques, qui, au moment du débat sur la loi sur la liberté de l'enseignement, s'unissent autour de Montalembert.
En 1832, il publie un texte très critique contre les Orléans. Il joue un rôle important tant dans les milieux légitimiste et catholique qu'auprès du « comte de Chambord » dont il sera un conseiller écouté et dont il inspirera la pensée politique. Le prétendant « Henri V » lui rendra hommage lors de sa mort. 
En 1848 et 1849, il sera un candidat malheureux à la députation dans son département natal. 
En 1849 il est nommé membre de la commission chargée de préparer la nouvelle loi sur l’enseignement secondaire qui aboutira à la loi Falloux.

## Opinions et influence
Il ne fut emprisonné qu’une fois en 1862, pour son article Liberté du mal, c’est toute la théorie de la Révolution.
Son influence fut importante dans les milieux littéraires : Lamennais, Chateaubriand, Joseph-Arthur de Gobineau, Balzac, Charles Nodier, Jules Janin. 
On peut résumer ses opinions politiques autour de trois grands axes : liberté d’enseignement, défense de la Religion et légitimisme. Il peut être rattaché par sa pensée aux grands écrivains contre-révolutionnaires comme Joseph de Maistre ou Bonald.

## Descendance
Son petit-fils Joseph descendait par sa mère Marie-Madeleine Genty de Bussy d’Antoine-Athanase Royer-Collard dont elle était la petite-fille. Il épousera Marguerite Royer-Collard elle-même arrière-petite-fille d’Antoine Athanase. Il publiera les souvenirs de son grand-père.
Son arrière-petit-fils (fils de Joseph), est Henri Laurentie, fonctionnaire de l'administration coloniale française. Ayant joué un rôle important aux côtés de Félix Éboué dans le ralliement des colonies à la France libre, il fut fait Compagnon de la Libération par le général de Gaulle.
Un autre petit-fils, Marie Joseph François (né le 25 juillet 1874 à Paris - Mort pour la France le 12 janvier 1915 à Roclincourt), normalien et historien, publia L’Affaire Naundorff (1911), la Mort de Louis XVII (1912), Louis XVII d’après des documents inédits (1913).

## Œuvres
- Études littéraires et morales sur les écrivains latins, Paris, Méquignon Fils, 1822
- Introduction à la philosophie, ou traité de l'origine et de la certitude et des connaissances humaines, Paris, Méquignon Junior (1826)
- De la légitimité et de l'usurpation (1830),
- Histoire des ducs d'Orléans (1832),
- De la Révolution en Europe (1834),
- Lettres sur l'éducation (1835-37),
- Théorie catholique des sciences (1836),
- Histoire de France en huit volumes (1841-1843),
- Lettres sur la liberté d'enseignement (1844),
- De la démocratie et des périls de la société (1849),
- La Papauté (1852),
- L'Esprit chrétien dans les études (1852),
- Les Rois et le Pape (1860),
- Rome et le Pape (1860),
- Rome (1861),
- Le Pape et le Czar (1862),
- Histoire de l'Empire Romain (1862)
- Philosophie de la prière (1864)
- L'Athéisme social et l'Église, schisme du monde nouveau (1869),
- Épisode de l'émigration française (1869)
- Les Crimes de l'éducation française (1872),
- Souvenirs inédits, texte édité par Joseph Laurentie, Hambourg, 1892

## Sources
Les papiers personnels de Pierre-Sébastien Laurentie, notamment ses travaux et sa correspondance, sont conservés aux Archives nationales sous la cote 372AP.